# Степановка (Лугинский район)
Степа́новка (укр. Степанівка) — село на Украине, основано в 1866 году, находится в Лугинском районе Житомирской области на реке Жерев.
Код КОАТУУ — 1822885401. Население по переписи 2001 года составляет 291 человек. Почтовый индекс — 11322. Телефонный код — 4161. Занимает площадь 1,22 км².

## Адрес местного совета
11313, Житомирская область, Лугинский р-н, с. Степановка, ул. Центральная, 55а